# جشنواره فیلم کن ۲۰۱۸
هفتاد و یکمین دورهٔ جشنواره فیلم کن از ۸ تا ۱۹ می ۲۰۱۸ در کن فرانسه برگزار شد. کیت بلانشت بازیگر استرالیایی ریاست هیئت داوران این دوره را برعهده داشت.

## لیست فیلم‌ها
تیری فرمو مدیر هنری و پیر لسکیور رئیس جشنواره فیلم کن در نشستی خبری فیلم‌های حاضر در بخش رقابتی اصلی هفتادو یکمین دوره جشنواره فیلم کن را به شرح ذیل معرفی کردند.

### رقابت اصلی
| نام                         | نام اصلی                       | کارگردان         | کشور                |
| --------------------------- | ------------------------------ | ---------------- | ------------------- |
| همه می‌دانند (فیلم افتتاحیه) | TODOS LO SABEN                 | اصغر فرهادی      | اسپانیا             |
| در جنگ                      | AT WAR                         | استفان بریزه     | فرانسه              |
| مرد سگی                     | DOGMAN                         | ماتئو گارونه     | ایتالیا             |
| کتاب تصویر                  | LE LIVRE D’IMAGE               | ژان لوک گدار     | فرانسه              |
| آساکو I و II                | NETEMO SAMETEMO (ASAKO I & II) | ریوسوکی هاماگوچی | ژاپن                |
| فرشته متأسف                 | SORRY ANGEL                    | کریستف اونوره    | فرانسه              |
| دختران خورشید (فیلم ۲۰۱۸)   | GIRLS OF THE SUN               | اوا هوسون        | فرانسه              |
| خاکستر خالص‌ترین سفید است    | ASH IS PUREST WHITE            | جیا ژانکو        | چین                 |
| دزدان فروشگاه               | SHOPLIFTERS                    | هیروکازو کورئیدا | ژاپن                |
| کفرناحوم                    | CAPERNAUM                      | نادین لبکی       | لبنان               |
| سوزاندن                     | BUH-NING                       | لی چانگ-دونگ     | کره جنوبی           |
| بلکککلنزمن                  | BLACKKKLANSMAN                 | اسپایک لی        | ایالات متحده آمریکا |
| زیر دریاچه نقره‌ای           | UNDER THE SILVER LAKE          | دیوید رابرت میچل | ایالات متحده آمریکا |
| سه رخ                       | THREE FACES                    | جعفر پناهی       | ایران               |
| جنگ سرد                     | ZIMNA WOJNA                    | پاوو پاولیکوفسکی | لهستان              |
| لازاروی خوشحال              | LAZZARO FELICE                 | آلیس رورواچر     | ایتالیا             |
| یوم‌الدین                    | YOMEDDINE                      | ابوبکر شوقی      | مصر                 |
| تابستان                     | LETO                           | کیریل سربرنیکوف  | روسیه               |
| چاقو در قلب                 | Un Couteau Dans Le Cœur        | یان گونزالس      | فرانسه              |
| آیکا                        | Ayka                           | سرگی دوورتسووی   | قزاقستان            |
| درخت گلابی وحشی             | Ahlat Ağacı                    | نوری بیلگه جیلان | ترکیه               |

#### نوعی نگاه
| نام                 | نام اصلی                             | کارگردان                   | کشور                 |
| ------------------- | ------------------------------------ | -------------------------- | -------------------- |
| مرز                 | GRÄNS                                | علی عباسی                  | سوئد دانمارک         |
| سوفیا               | SOFIA                                | مریم بنم بارک              | بلژیک                |
| غلغک‌های ریز         | LITTLE TICKLES                       | آندریا بسکوند و اریک متایر | فرانسه               |
| سفر دراز روز در شب  | LONG DAY'S JOURNEY INTO NIGHT        | بی گان                     | چین                  |
| مانتو               | MANTO                                | ناندیتا داس                | هند                  |
| نوار سکس            | SEXTAPE                              | آنتونی دروزیر              | فرانسه               |
| دختر                | GIRL                                 | لوکاس دونت                 | بلژیک                |
| فرشته رو            | ANGEL FACE                           | ونسا فیلو                  | فرانسه               |
| سرخوشی              | EUPHORIA                             | والریا گولینو              | ایتالیا              |
| رفیق                | RAFIKI                               | وانوری کاهیو               | کنیا                 |
| پارچه محبوب من      | MY FAVORITE FABRIC                   | گایا جی‌جی                  | فرانسه آلمان ترکیه   |
| بی‌تفاوتی ملایم جهان | THE GENTLE INDIFFERENCE OF THE WORLD | عادل خان یرژانوف           | فرانسه               |
| در اتاق من          | IN MY ROOM                           | اوریش کولر                 | آلمان ایتالیا        |
| فرشته               | EL ANGEL                             | لوییس اورتگا               | آرژانتین اسپانیا     |
| دروگران             | DIE STROPERS                         | اتی‌ین کلیوس                | آفریقای جنوبی فرانسه |

#### خارج از مسابقه
| نام                          | نام اصلی                       | کارگردان      | کشور                |
| ---------------------------- | ------------------------------ | ------------- | ------------------- |
| سولو: داستانی از جنگ ستارگان | Solo: A Star Wars Story        | ران هاوارد    | ایالات متحده آمریکا |
| حمام بزرگ                    | Le Grand Bain                  | ژیل لولوش     | فرانسه              |
| خانه‌ای که جک ساخت            | The House That Jack Built      | لارس فون تریه | دانمارک             |
| مردی که دن کیشوت را کشت      | The Man Who Killed Don Quixote | تری گیلیام    | بریتانیا            |

#### نمایش‌های ویژه
| نام                        | نام اصلی                                 | کارگردان                                                                   | کشور   |
| -------------------------- | ---------------------------------------- | -------------------------------------------------------------------------- | ------ |
| پاپ فرانسیس – مرد عمل      | Pope Francis – A Man of His Word         | ویم وندرس                                                                  | آلمان  |
| ۱۰ سال در تایلند           | 10 YEARS IN THAILAND                     | اپیچاتپونگ ویراستاکول آدیتیا آسارات، ویسیت ساساناتینگ، چولایارنون اسریپول، | تایلند |
| حکومت علیه ماندلا و دیگران | THE STATE AGAINST MANDELA AND THE OTHERS | نیکلاس چامپوکس جیل پورت                                                    | فرانسه |
| تقاطع                      | LA TRAVERSÉE                             | رومان گوپیل دانیل کوهن بندیت                                               | فرانسه |
| ارواح مرده                 | LES ÂMES MORTES                          | وانگ بیینگ                                                                 | چین    |
| سیرک بزرگ اسرارآمیز        | Le Grand Cirque Mystique                 | کارلوس جیه‌گس                                                               | برزیل  |
| در تمام جهات               | À TOUS VENTS                             | میشل توئسکا                                                                | فرانسه |

#### فیلم کوتاه
در بخش اصلی فیلم‌های کوتاه کن امسال ۸ فیلم شامل ۷ اثر داستانی و یک انیمیشن از کشورهای استرالیا، چین، فرانسه، ژاپن، فیلیپین، لهستان و آمریکا برای کسب جایزه نخل طلای بهترین فیلم کوتاه رقابت خواهند داشت. این ۸ فیلم از میان ۳۹۴۳ فیلم کوتاه ارسالی به جشنواره کن انتخاب شده‌اند.
| نام            | نام اصلی            | کارگردان                                                             | کشور                | زمان     |
| -------------- | ------------------- | -------------------------------------------------------------------- | ------------------- | -------- |
| گابریل         | GABRIEL             | اورن گارنر                                                           | فرانسه              | ۱۵ دقیقه |
| قضاوت          | JUDGEMENT           | ریموند ریبای گوتیرز                                                  | فیلیپین             | ۱۲ دقیقه |
| کارولین        | CAROLINE            | سلین هلد لوگان جورج                                                  | ایالات متحده آمریکا | ۱۴ دقیقه |
| تاریکی         | Umbra               | سعید جعفریان                                                         | ایران               | ۱۲ دقیقه |
| III            | III                 | مارتا پاژک                                                           | لهستان              | ۱۴ دقیقه |
| دوگانگی        | DUALITY             | ماساهیتو ساتو جنکی کاوامورا یوتارو سکی ماسایوکی تویوتا کنتارو هیراسه | ژاپن                | ۱۵ دقیقه |
| در مرز         | ON THE BORDER       | وی شوجان                                                             | چین                 | ۱۵ دقیقه |
| همه این موجوات | ALL THESE CREATURES | چالز ویلیام                                                          | استرالیا            | ۱۳ دقیقه |

#### سینه فونداسیون
۱۷ فیلم بخش سینه فونداسیون جشنواره از میان ۲۴۲۶ فیلم کوتاه ارسالی از مدارس سینمایی سراسر جهان انتخاب شده‌اند.
| نام                   | نام اصلی                     | کارگردان                                                                     | کشور                | زمان     |
| --------------------- | ---------------------------- | ---------------------------------------------------------------------------- | ------------------- | -------- |
| دلفین لاستیکی         | DOLFIN MEGUMI                | آوری آهارون                                                                  | اسرائیل             | ۲۸ دقیقه |
| پایان فصل             | END OF SEASON                | ژانان آلشوانوا                                                               | بریتانیا            | ۲۳ دقیقه |
| لذت ملوان             | SAILOR'S DELIGHT             | لوئیز آبرتین الیس گیرار مینیریل دریایی جوناس ریتر لوکاس رونگارت اماندین تومو | فرانسه              | ۶ دقیقه  |
| بی‌جان                 | INANIMATE                    | لوسیا بلغاری                                                                 | بریتانیا            | ۸ دقیقه  |
| تابستان شیر الکتریکی  | EL VERANO DEL LEÓN ELÉCTRICO | دیگو سپتسز                                                                   | شیلی                | ۲۲ دقیقه |
| درختان نخل و خطوط برق | PALM TREES AND POWER LINES   | آدام داک                                                                     | ایالات متحده آمریکا | ۱۵ دقیقه |
| طوفان در خون ما       | DONG WU XIONG MENG           | دای شن                                                                       | چین                 | ۳۱ دقیقه |
| قطعه‌ای از تراژدی      | FRAGMENT DE DRAME            | لورا گارسیا                                                                  | فرانسه              | ۲۴ دقیقه |

### بخش موازی

#### کن کلاسیک
| نام                  | نام اصلی              | کارگردان      | کشور                |
| -------------------- | --------------------- | ------------- | ------------------- |
| ۲۰۰۱: یک ادیسه فضایی | 2001: A Space Odyssey | استنلی کوبریک | ایالات متحده آمریکا |

## هیئت داوران

### بخش مسابقه اصلی
| نام     | نام               | شغل                           | کشور                |
| ------- | ----------------- | ----------------------------- | ------------------- |
| nothumb | کیت بلانشت (رئیس) | بازیگر                        | استرالیا            |
| nothumb | چانگ چن           | کارگردان                      | تایوان              |
| nothumb | ایوا دوورنی       | نویسنده، کارگردان و تهیه‌کننده | ایالات متحده آمریکا |
| nothumb | روبر گدیگیان      | کارگردان، نویسنده و تهیه‌کننده | فرانسه              |
| nothumb | لئا سیدو          | بازیگر                        | فرانسه              |
| nothumb | کریستن استوارت    | بازیگر                        | ایالات متحده آمریکا |
| nothumb | دنی ویلنوو        | نویسنده و کارگردان            | کانادا              |
| nothumb | آندری زویاگینتسف  | نویسنده و کارگردان            | روسیه               |
|         | خاجا نین          | ترانه‌سرا، آهنگساز و خواننده   | بوروندی             |

### دوربین طلایی
| نام     | نام          | شغل      | کشور  |
| ------- | ------------ | -------- | ----- |
| nothumb | اورسولا مایر | کارگردان | سوئیس |

### نوعی نگاه
| نام     | نام                   | شغل                               | کشور                |
| ------- | --------------------- | --------------------------------- | ------------------- |
| nothumb | بنیسیو دل تورو (رئیس) | بازیگر                            | پورتوریکو           |
|         | آنه‌ماری جاسیر         | کارگردان                          | فلسطین              |
|         | کانتمیر بالاگوف       | کارگردان                          | فرانسه              |
|         | جولی هانت سینگر       | مدیر اجرایی جشنواره فیلم تلیوراید | ایالات متحده آمریکا |
|         | ویرژینی لدواین        | بازیگر                            | فرانسه              |

### سینه فونداسیون
| نام     | نام                 | شغل      | کشور   |
| ------- | ------------------- | -------- | ------ |
| nothumb | برتران بونلو (رئیس) | کارگردان | فرانسه |

### هفته منتقدان بین‌المللی
| نام     | نام                 | شغل                        | کشور                |
| ------- | ------------------- | -------------------------- | ------------------- |
|         | یواخیم تری‌یر (رئیس) | کارگردان                   | نروژ                |
| nothumb | کلویی سونی          | بازیگر                     | ایالات متحده آمریکا |
| nothumb | نائول پرز بیسکایارت | بازیگر                     | آرژانتین            |
|         | ایوا سانیورگ        | برنامه‌ریز جشنواره فیلم وین | ایتالیا             |
| nothumb | آگوستین تراپنار     | روزنامه‌نگار                | فرانسه              |

## جوایز

### بخش اصلی
رقابت اصلی
- نخل طلا: دزدان فروشگاه به کارگردانی هیروکازو کورئیدا
- جایزه بزرگ: بلکککلنزمن به کارگردانی اسپایک لی
- بهترین کارگردان: پاوو پاولیکوفسکی برای جنگ سرد
- بهترین فیلم‌نامه:آلیس رورواچر برای لازاروی خوشحال و جعفر پناهی برای سه رخ
- بهترین بازیگر زن: سامال یسلیامووا برای آیکا
- بهترین بازیگر مرد: مارچلو فونته برای مرد سگی
- جایزه هیئت داوران: کفرناحوم به کارگردانی نادین لبکی
- جایزه نخل طلای ویژه: کتاب تصویر به کارگردانی ژان-لوک گدار

نوعی نگاه
- جایزه نوعی نگاه:مرز (فیلم ۲۰۱۸) به کارگردانی علی عباسی
- بهترین کارگردان: سرگئی لوزنیتسا
- جایزه هیئت داوران: مردگان و دیگران به کارگردانی ژوائو سالاویزا و رنه نادر مسورا
- بهترین اجرا: ویکتور پولستر برای دختر (فیلم ۲۰۱۸)
- بهترین فیلمنامه: مریم بنم بارک برای سوفیا (فیلم ۲۰۱۸)

سینه فونداسیون
- جایزه اول:
- جایزه دوم:
- جایزه سوم:

دوربین طلایی
- دوربین طلایی:

فیلم کوتاه
- نخل طلایی فیلم کوتاه:
- تقدیر ویژه:

### بخش موازی
هفته منتقدان بن المللی
- جایزه بزرگ نسپرسو:
- جایزه ویژه شبکه ۴ فرانسه:
- جایزه SACD:
- جایزه لایکا سینه دیسکاوری (فیلم کوتاه):

دو هفته کارگردانان
- جایزه هنر سینما (Art Cinema Award):
- جایزه SACD:
- جایزه Europa Cinémas Label:

فیپرشی
- رقابتی:
- نگاهی ویژه:
- دوهفته کارگردان‌ها:

کلیسای جهانی
- جایزه کلیسای جهانی:

چشم طلایی
- جایزه چشم طلایی:

نخل دگرباشی
- نخل دگرباشی:
- فیلم کوتاه:

نخل سگ
- جایزه نخل سگ:

جایزه فرانسوا شاله
- جایزه فرانسوا شاله:

موسیقی متن
- بهترین موسیقی متن:

جوایز ویژه
- نخل طلای افتخاری:
- جایزه شوپارد:
- مربی طلایی:

## حاشیه‌ها

### قبل از برگزاری

#### تغییر در زمان برگزاری
جشنواره فیلم کن امسال یک روز زودتر از همیشه شروع به کار می‌کند. هفتاد و یکمین دوره جشنواره فیلم کن سه‌شنبه ۸ ماه مه شروع به کار می‌کند و جشنواره با حفظ طول معمول خود، مراسم اختتامیه و اهدای جوایز را شنبه ۱۹ می‌برگزار می‌کند.
پیر لسکیور رئیس جشنواره گفت امیدوار است این جابه‌جایی بتواند به توازن مجدد جشنواره کمک کند و انرژی بیشتری به آن ببخشد. وی در مصاحبه با اسکرین دیلی گفت:
«با برگزاری هفتادمین سالگرد این جشنواره در سال ۲۰۱۷، دوره جدیدی در تاریخ این جشنواره شروع شده‌است. ما علاقه داریم تا مقررات خودمان را تجدید کنیم و در عین حال همچنان به طرح سؤال دربارهٔ سینمای عصر خودمان بپردازیم.»

#### انتخاب کیت بلانشت
- کیت بلانشت با انتخاب به عنوان رئیس هیئت داوران جشنواره فیلم کن، دوازدهمین زنی است که این عنوان را از آن خود کرده‌است. بلانشت با صدور بیانیه‌ای در این باره اعلام کرد:[۶]

من در طول سال‌ها در قالب‌های مختلفی در کن بوده‌ام از بازیگر تا تهیه‌کننده، در بخش مارکت و در بخش کالا و در بخش رقابتی، اما هرگز، لذت ناب تماشای گنجینه فیلم‌های بزرگ این جشنواره را نچشیده بودم.

#### فیلم افتتاحیه
چهارم آوریل ۲۰۱۸ اعلام شد که: هفتاد و یکمین جشنواره بین‌المللی فیلم کن (۲۰۱۸) با فیلم همه می‌دانند ساخته جدید اصغر فرهادی گشایش خواهد یافت. در این فیلم پنه‌لوپه کروز و خاویر باردم، بازیگران اسپانیایی و ریکاردو دارین، هنرپیشه آرژانتینی ایفای نقش کرده‌اند و فیلم «همه می‌دانند» دومین فیلم اسپانیایی زبانی خواهد بود که در تاریخ جشنواره فیلم کن به عنوان فیلم افتتاحیه انتخاب شده‌است.

#### اکران نسخه بازسازی شده۲۰۰۱: ادیسه فضایی
نسخه بازسازی شده‌ای از فیلم ۲۰۰۱: ادیسه فضایی در جشنواره کن امسال به نمایش در خواهد آمد. این نسخه بازسازی شده برای نخستین بار با عناصر جدید چاپی از نگاتیو اوریجینال دوربین و بدون استفاده از امکانات دیجیتال و بدون هر نوع تدوین بازنگری‌کننده در اصل اثر، فراهم شده‌است. کریستوفر نولان امسال برای نخستین بار به کن می‌رود تا به معرفی فیلم «۲۰۰۱: یک ادیسه فضایی» بپردازد.
نمایش این فیلم روز شنبه ۱۲ ماه مه با حضور خانواده کوبریک در کن انجام می‌شود که کاترینا کوبریک دختر وی و جان هارلان همکار تهیه‌کننده قدیمی کوبریک از جمله آن‌ها هستند.

#### کنار گذاشتننتفلیکساز جشنواره
تیری فرمو مدیر هنری جشنواره فیلم کن با اعلام حضور نداشتن نتفلیکس در بخش رقابتی گفت:
از نظر جشنواره، نتفلیکس و آمازون و شاید به زودی اپل به بازیکنان مهمی در عرصه تولید فیلم‌های سینمایی بدل شوند، اما این فیلم‌ها برای تلویزیون تولید شده‌اند و با وجود این که بودجه‌های بزرگی برای تولیدشان صرف شده، اما آنها محصولاتی دوگانه محسوب می‌شوند که کاملاً سینمایی نیستند. فرمو در نهایت تأکید کرد: تاریخ سینما و اینترنت دو چیز کاملاً متفاوت است.

#### انصراف نت‌فلیکس از حضور در جشنواره کن ۲۰۱۸
«تد ساراندوس» مسئول بخش مدیریت محتوای نت‌فلیکس تأیید کرد که این سرویس استریمینگ امسال فیلمی در بخش مسابقه جشنواره کن اکران نمی‌کند. وی اعلام کرده‌است که آن‌ها پس از تصمیم گردانندگان جشنواره مبنی بر تحریم فیلم‌هایی که در سالن‌های سینمای فرانسه اکران نشوند، چاره‌ای جز بیرون کشیدن فیلم‌هایشان نداشته‌اند. نت‌فلیکس همچنان می‌تواند آثارش را بدون شرکت در بخش مسابقه کن اکران کند، اما ساراندوس تمایلی به این کار نشان نداده‌است.
ساراندوس در این باره گفت:
«به نظر من اکنون دیگر دلیلی برای شرکت در جشنواره بدون حضور در بخش مسابقه وجود ندارد. این قانون تلویحاً برای نت‌فلیکس وضع شد و تیه‌ری فرمو به هنگام اعلام آن به روشنی نت‌فلیکس را خطاب قرار داد. جشنواره‌ها باید به کشف فیلم و یافتن پخش کننده یاری برسانند. با این قوانین جدید، ما اجازه نداشتیم فیلم‌هایمان را به مانند سال‌های گذشته، به صورت همزمان در سراسر دنیا عرضه کنیم؛ و اگر این کار را می‌کردیم باید سه سال بعد آن را در اختیار مشترکین فرانسوی خود قرار می‌دادیم.»
ساراندوس تصمیم تیری فرمو مدیر هنری جشنواره کن را مورد انتقاد قرار داده و آن قانون را «کاملاً برخلاف روحیه همه جشنواره‌های فیلم در دنیا» خوانده‌است.
فیلم‌هایی که نت‌فلیکس امسال برای جشنواره در نظر گرفته بود شامل «رم» به کارگردانی «آلفونسو کوارون»، «تاریکی را نگه دار» اثر «جرمی سالنیر»، «نروژ» به کارگردانی «پل گرینگرس»، «آن سوی باد» فیلم مفقود شده «اورسون ولز» و مستند «وقتی مردم عاشقم می‌شوند» ساخته «مورگان نویل» می‌شد.

#### درخواست دختراورسون ولزبرای اکران فیلم پدرش
تصمیم نتفلیکس برای کناره گرفتن از جشنواره کن سبب شد که فیلم‌های مشهوری از این جشنواره جا بمانند که آخرین اثر سینمایی اورسن ولز نیز یکی از آن‌ها است.
دختر اورسن ولز از مسئولان نتفلیکس درخواست کرده‌است که در تصمیم خود تجدید نظر کنند. بئاتریس ولز در نامه‌ای خطاب به تد ساراندوس از مدیران نتفلیکس از او خواست که اجازه دهد فیلم «آن سوی باد» در هفتاد و یکمین دوره جشنواره کن به نمایش درآید و به جمع «تخریب‌کنندگان» آخرین اثر پدرش نپیوندد.
او در این باره نوشت:
«از خواندن مطالبی که دربارهٔ جدال میان نتفلیکس و جشنواره کن منتشر می‌شود، خیلی ناراحت می‌شوم. من از جانب پدرم حرف می‌زنم. من شاهد بود که چطور کمپانی‌های بزرگ فیلمسازی زندگی و کارهای او را نابود کردند. دوست ندارم نتفلیکس یکی دیگر از این کمپانی‌ها باشد.» … «لطفاً در تصمیمتان تجدید نظر کنید و اجازه دهید فیلم پدرم پلی میان شکاف نتفلیکس و جشنواره کن شود.»

#### کنار گذاشتن «ژیل ژاکوب»
«ژیل ژاکوب» نویسنده، منتقد و چهره تاریخی جشنواره کن که تا سال ۲۰۱۴ رئیس این رویداد سینمایی بود و از آن زمان ریاست افتخاری جشنواره را بر عهده دارد پس از نزدیک به ۴۰ سال فعالیت مستمر در این رویداد سینمایی، رأی کافی برای ماندن در میان اعضای هیئت مدیره جشنواره را به دست نیاورد و حالا در سن ۸۷ سالگی برای همیشه با کن خداحافظی می‌کند. «ژیل ژاکوب» در واکنش به کنار گذاشته شدن از هیئت مدیره کن گفت:
این یک رای‌گیری دموکراتیک بود و نمی‌خواهم دربارهٔ آن نظری بدهم اما دیگر هیچ چیز مرا شگفت‌زده نمی‌کند. در نهایت چیزهای مهم‌تری هم در دنیا وجود دارد و من همچنان رئیس افتخاری کن باقی می‌مانم.

#### قدردانی از مارتین اسکورسیزی
انجمن کارگردانان فرانسه قصد دارد با اعطای جایزه کالسکه طلایی، از مارتین اسکورسیزی کارگردان آمریکایی تقدیر کند. این جایزه ۹ مه در مراسم افتتاحیه این دوره بخش جنبی دو هفته کارگردانان فیلم کن به اسکورسیزی اعطا می‌شود.

#### ممنوع شدن گرفتن عکس سلفی
بنا بر تصمیم تیری فرمو دبیر جشنواره فیلم کن، گرفتن سلفی ممنوع خواهد بود. او گفت:
گرفتن سلفی در برنامه نمایش فیلم‌ها تداخل ایجاد می‌کند» و بنا به گفته او عظمت کن را «مبتذل» می‌کند و همچنین باعث ایجاد ترافیک روی فرش قرمز می‌شود.

#### حضورعربستان سعودیدر جشنواره
کمتر از ۴ ماه پس از آن که سینماهای عمومی از توقیف بیرون آمدند و ۹ روز پیش از شروع به کار نخستین سالن سینما در ریاض، این کشور عربی اعلام کرده برای نخستین بار به جشنواره کن می‌رود. عواد العواد وزیر فرهنگ عربستان سعودی و رئیس اداره کل فرهنگ عمومی در این باره گفت:
پادشاهی منتظر حضور نخست عربستان در فستیوال است تا فرصتی برای حمایت از تنوع استعدادها و فرصت‌ها در صنعت فیلم سعودی فراهم شود. عربستان سعودی در حال توسعه صنعتی پویا و پایدار است که از تمام مراحل چرخه تولید فیلم حمایت می‌کند و طیف وسیعی از مکان‌های خاص را برای کشف شدن در اختیار فیلمسازان جهان قرار می‌دهد.
برای حضور عربستان امسال به عنوان نخستین قدم ۹ فیلم کوتاه از فیلمسازان جوان سعودی در گوشه فیلم کوتاه کن در تاریخ ۱۴ و ۱۵ ماه مه به نمایش درمی‌آید.

#### حضور پر رنگ زنان در هیئت داوران
در حالیکه برای بخش اصلی هفتادو یکمین دوره این جشنواره تنها سه فیلم از کارگردان زن انتخاب شده‌است، اکثریت هیئت داوران بخش رقابتی این دوره از جشنواره را زنان تشکیل می‌دهند. کیت بلانشت، بازیگر هالیوود و برنده جایزه اسکار، ریاست جشنواره فیلم کن را برعهده دارد. بازیگر۴۸ ساله استرالیایی پیش‌تر (ژانویه ۲۰۱۸ / بهمن ماه ۱۳۹۷) به‌عنوان رئیس بخش رقابتی این رویداد معرفی شده بود. وی دوازدهمین زنی است که در تاریخ برگزاری این رویداد مهم سینمایی ریاست این بخش را به عهده دارد.
چهار زن دیگر که امسال بر صندلی هیئت داوران جشنواره کن فیلم کن ۲۰۱۸ می‌نشینند، عبارتند از: «کریستن استوارت»، «ایوا دوورنی» «لئا سیدو». «خاجا نین».

#### بازگشت فون تریه به جشنواره کن
لارس فون تریه بعد از اظهارنظر در نشست خبری فیلم «مالیخولیا» در جشنواره سال ۲۰۱۱، با خشم برگزارکنندگان این رویداد روبه‌رو شد. فون تریه ضمن ابراز همدردی با آدولف هیتلر، خودش را یکی از افراد رژیم «نازی» معرفی کرده بود.
مدیران کن بلافاصله به اظهارات فیلمساز دانمارکی واکنش نشان دادند و صحبت‌های او در نشست خبری فیلم‌اش را «غیرقابل قبول، غیرقابل تحمل و در تضاد با آرمان‌های بشریت» و او را عنصر نامطلوب توصیف کردند. چند روز پس از رونمایی از فیلم‌های حاضر در بخش مسابقه رسمی هفتاد و یکمین جشنواره کن، گمانه‌زنی‌ها از احتمال افزایش تعداد رقابت‌کنندگان برای کسب نخل طلا و بازگشت لارس فن‌تریر به این بخش حکایت داشت.
تیری فرمو دبیر هنری جشنواره در مصاحبه با ایستگاه رادیویی «یوروپ ۱» به‌طور ضمنی از انجام مذاکرات برای دعوت دوباره از فون تریه برای حضور در کن خبر داد.
سرانجام در بین فیلم‌های تازه‌ای که به فهرست آثار حاضر در جشنوار افزوده شدند نام لارس فون تریه در بخش خارج از مسابقه قرار گرفت.